# ЗИЛ-164

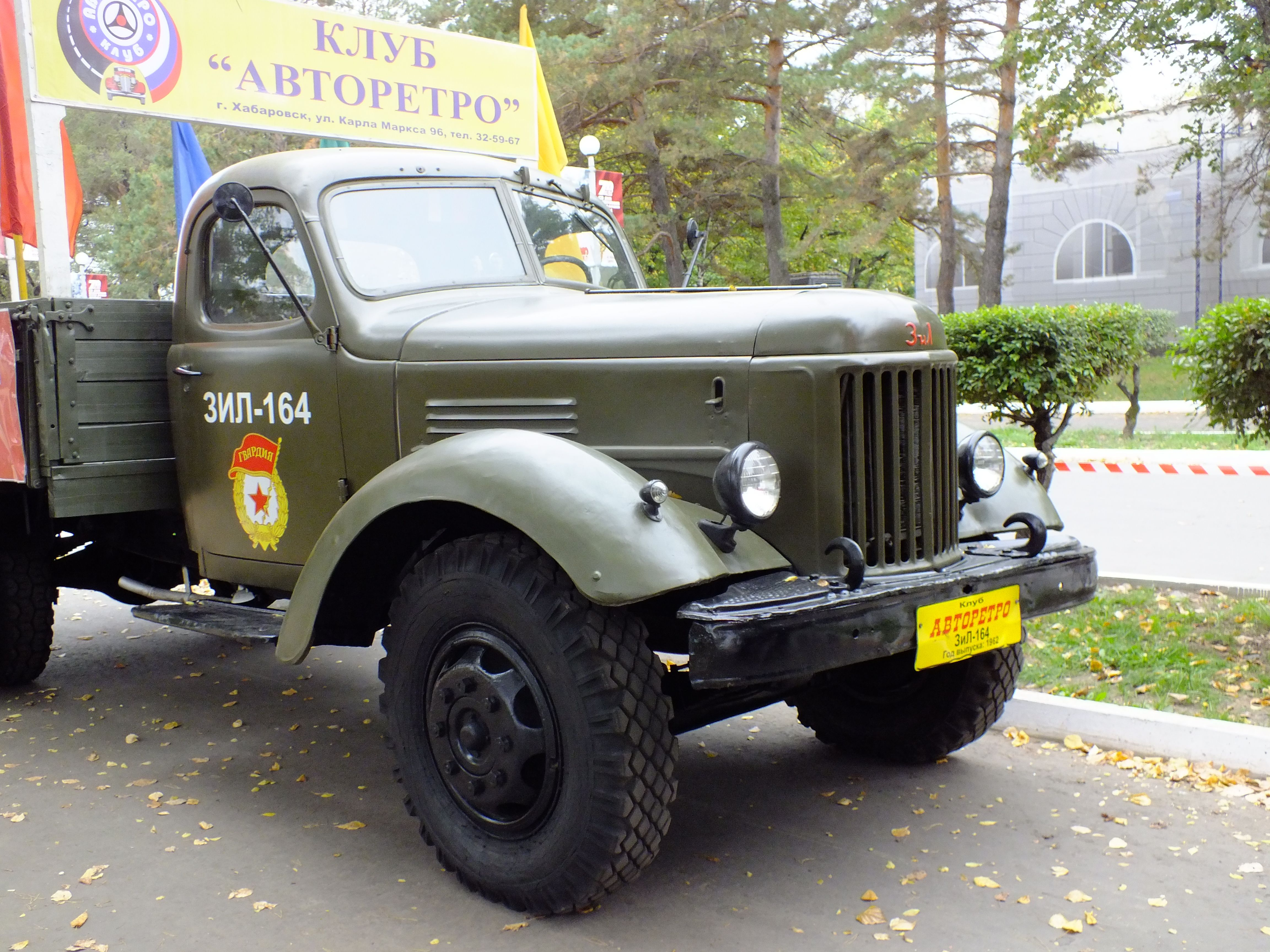
ЗИЛ-164, кабина

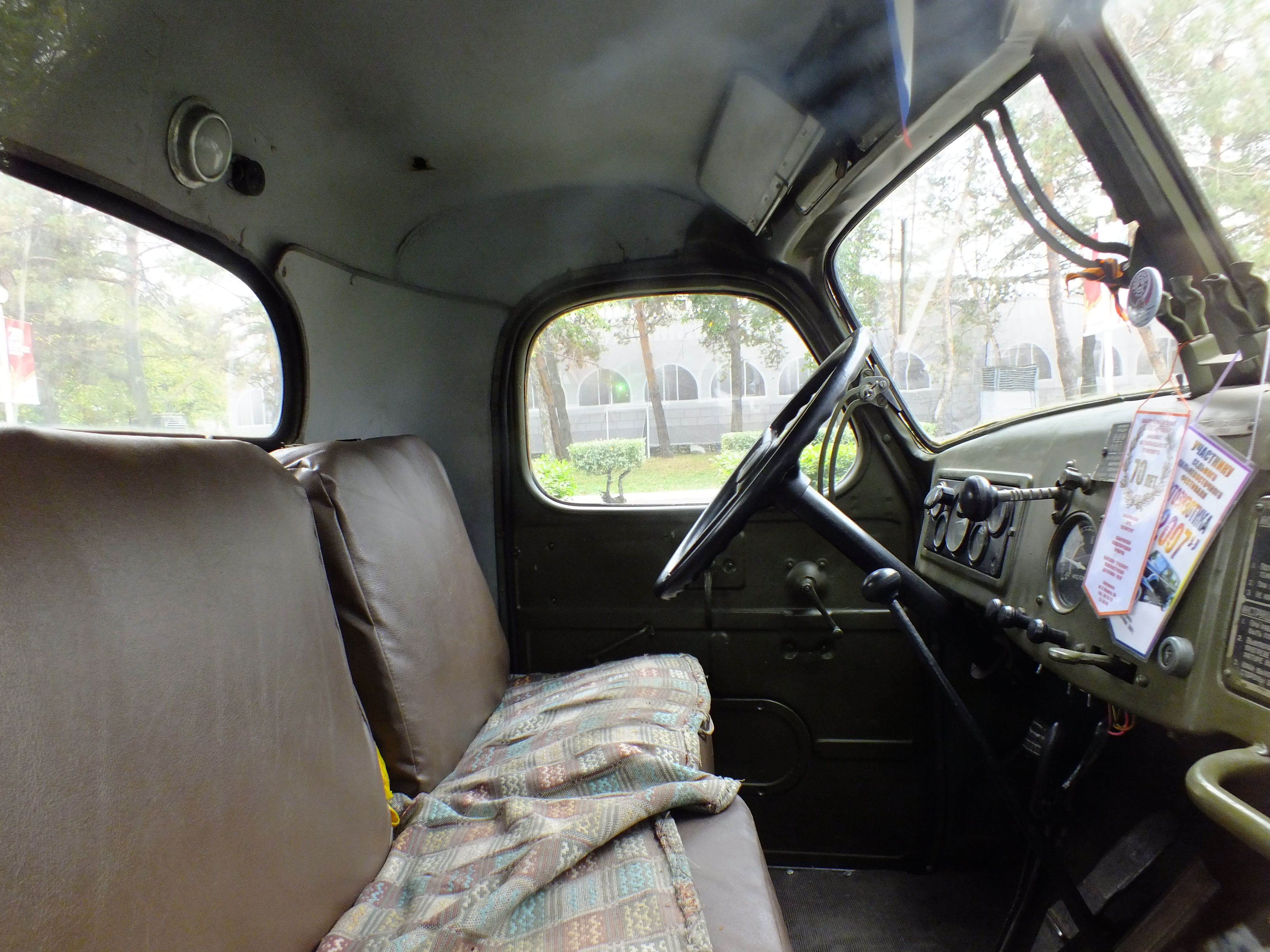
Интерьер кабины

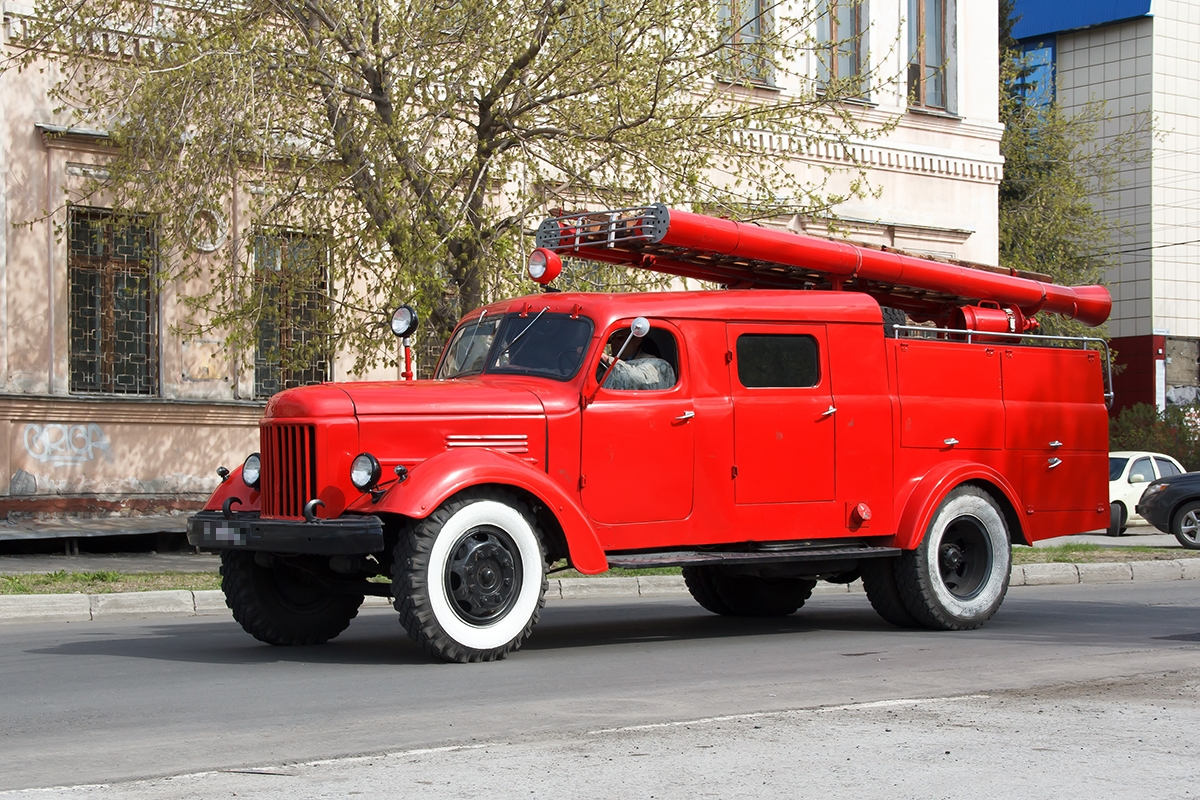
Пожарный автомобиль на базе ЗИЛ-164 на параде в г. Барнауле, 2016 г.

ЗИЛ-164 — советский среднетоннажный грузовой автомобиль производства Завода имени Лихачёва. Модель представляет собой модернизацию ЗИС-150 — его отдельных узлов и агрегатов. Производился с октября 1957 по декабрь 1964.
С декабря 1961 выпускался автомобиль ЗИЛ-164А — переходная модель от ЗИЛ-164 к ЗИЛ-130.
В ГСВГ и армии ГДР на ЗИЛ-164 устанавливались немецкие кузова.

## Модификации
- ЗИЛ-164Р — бортовой грузовик для работы с прицепом (1957—1961)
- ЗИЛ-164Д — бортовой грузовик с экранированным оборудованием (1957—1961)
- ЗИЛ-164Г — шасси самосвала (1957—1961)
- ЗИЛ-ММЗ-164Н — седельный тягач (1957—1961)
- ЗИЛ-ММЗ-585И — строительный самосвал (1957—1961)
- ЗИЛ-ММЗ-585К — сельскохозяйственный самосвал (1957—1961)
- ЗИС-156А — бортовой грузовик для работы на сжиженном газе (1957—1961)
- ЗИЛ-164А — бортовой модернизированный грузовик, часть агрегатов от будущего ЗИЛ-130 — сцепление, коробка передач, карданные валы, амортизаторы[1] (1961—1965)
- ЗИЛ-164АР — бортовой грузовик для работы с прицепом с двигателем повышенной мощности 109 л.с. (1961—1965)
- ЗИЛ-164АД — бортовой грузовик с экранированным электрооборудованием (1961—1965)
- ЗИЛ-164АГ — шасси самосвала (1961—1965)
- ЗИЛ-ММЗ-164АН — седельный тягач с двигателем повышенной мощности 109 л.с.[1](1961—1965)
- ЗИЛ-ММЗ-585Л — строительный самосвал (1961—1965)
- ЗИЛ-ММЗ-585М — сельскохозяйственный самосвал (1961—1965)
- ЗИЛ-166 — бортовой грузовик для работы на сжатом газе (1961—1965)
- ЗИЛ-166А — бортовой грузовик для работы на сжиженном газе (опытная партия)

## Применение
Автомобили ЗИЛ-164 и ЗИЛ-164А долгие годы были «рабочими лошадками» практически во всех автохозяйствах СССР. На их базе специализированные заводы выпускали большими сериями фургоны, заправщики, цистерны, пожарные машины, автокраны и многие другие типы специальной техники.
В конструкции ЗИЛ-164А был внедрён целый ряд узлов от перспективной модели ЗИЛ-130 (сцепление, коробка передач, стояночный тормоз, новая промопора кардана, комбинированный тормозной кран). Приёмочные испытания грузовиков семейства ЗИЛ-164А прошли в 1960 году, а на конвейер они встали в октябре 1961-го.
Внешне ЗИЛ-164 от ЗИЛ-164А отличить легко по расположению жалюзи на боковинах капота: у ЗИЛ-164 они горизонтальные, у ЗИЛ-164А — горизонтальные, как у ЗИС-150.
Многие машины, использовавшиеся группой советских войск в ГДР, оборудовались специальными кузовами немецкой постройки. В частности, немецкие пожарные машины на базе ЗИЛ-164 после списания из воинских частей продолжали работать в пожарных бригадах ближайших городов. Кроме того, многие автохозяйства своими силами изготавливали на базе ЗИЛ-164 весьма оригинальные спецмашины, нередко такие конструкции появлялись в СССР впервые, например, кассетный цементовоз.
На шасси ЗИЛ-164А монтировалась также первая в СССР серийная цистерна для перевозки сжиженного газа АЦЖНГ-4-164А. В автохозяйствах ЗИЛ-164 работали до конца 1970-х, а отдельные экземпляры — и до начала 1990-х. Простота конструкции автомобиля и его высокая степень агрегатной унификации с «долгожителем» ЗИЛ-157 позволили эксплуатировать подобные грузовые автомобили не одно десятилетие. К началу 1960-х ЗИЛ-164 и его модификации успели значительно устареть, и в 1965 году автомобили серии 164 были сняты с производства. Сегодня на территории СНГ и Прибалтики сохранилось несколько экземпляров этих машин.

## Техническая характеристика ЗИЛ-164А
- Колёсная формула 4 × 2
- Снаряжённая масса — 4100 кг
- Полная масса 8250 кг
- Грузоподъёмность:
  - по дорогам с асфальтобетонным покрытием — 4000 кг
  - по грунту — 3500 кг
- Допустимая масса прицепа:
  - по дорогам — 4500 кг
- Длина — 6700 мм
- База — 4000 мм
- Ширина — 2470 мм
- Колея
  - Передних колёс — 1700 мм
  - Задних колёс — 1740 мм
- Высота (по кабине) — 2180 мм
- Дорожный просвет:
  - под передней осью — 325 мм
  - под задней осью — 265 мм

Памятник «Подвигам шофёров всех поколений» (Димитровградское шоссе, Ульяновск)

- Памятник «Подвигам шофёров всех поколений» (Димитровградское шоссе, Ульяновск)Двигатель: — ЗИЛ-164А (карбюраторный бензиновый, 6 цилиндров)
- Мощность двигателя — 100 л.с. при 2800 об/мин
- Крутящий момент — 33 кгс/м при 1100—1400 об/мин
- Рабочий объём двигателя — 5560 см³
- Коробка передач — механическая, пятиступенчатая
- Подвеска:
  - передняя — рессорная, с амортизаторами
  - задняя — рессорная
- Размер шин — 260-20
- Максимальная скорость — 70 км/ч
- Объём топливных баков — 150 л
- Расход топлива на 100 км и скорости 40 км/ч — 27 л
- Гидравлический усилитель рулевого управления отсутствовал.